# 1957年のメジャーリーグベースボール
以下は、メジャーリーグベースボール（MLB）における1957年のできごとを記す。 
1957年4月15日に開幕し10月10日に全日程を終え、ナショナルリーグはミルウォーキー・ブレーブスが9年ぶり11度目のリーグ優勝で、アメリカンリーグはニューヨーク・ヤンキースが3年連続23度目のリーグ優勝であった。
ワールドシリーズはミルウォーキー・ブレーブスが4勝3敗でニューヨーク・ヤンキースを破り、1914年以来43年ぶり2度目のシリーズ制覇となった。
1956年のメジャーリーグベースボール - 1957年のメジャーリーグベースボール - 1958年のメジャーリーグベースボール

## できごと
ナショナルリーグはミルウォーキー・ブレーブスが、前年首位打者のハンク・アーロンが打率.322・本塁打44本・打点132で本塁打王と打点王の二冠に輝きリーグMVPとなり、そしてシーズン途中にジャイアンツから移籍してきたレッド・ショーエンディーンスト(後のカージナルス監督)二塁手が最多安打200本で、エディ・マシューズが打率.292・本塁打32本・打点92を打ち、投手陣ではウォーレン・スパーン(21勝)が最多勝でサイ・ヤング賞に輝き、ボブ・ブール(17勝)、5年前にジョニー・セインと交換でヤンキースから移籍してきたルー・バーデット(16勝)の活躍もあって、2位カージナルスに8ゲーム差をつけて9年ぶりの優勝であった。スパーンのシーズン最多勝は4度目だがこの年から1961年まで5年連続最多勝投手となり、まさに絶頂期を迎えていた。そしてジャイアンツのウィリー・メイズ が2年連続盗塁王(38)となった。ドジャースは、主力のドン・ニューカム、カール・アースキン、ピー・ウィー・リース、ロイ・キャンパネラが年齢もあって揃って不振でブルックリン最後のシーズンは3位であった。わずかにジョニー・ポドレス投手が最優秀防御率2.66となったことが好材料であった。そしてリーグMVPを3回獲得したキャンパネラ捕手にとってはシーズン終了後に思わぬ事故で野球生命を絶たれ、ロサンゼルスではプレーできずこの年が現役最後の年となった。
アメリカンリーグはニューヨーク・ヤンキースが、主砲ミッキー・マントルが打率.365・打点94・本塁打34本を打ち2年連続リーグMVPに輝いた。この年タイトルは最多得点だけであったが、打率は生涯最高の数字でありながらテッド・ウィリアムズの打率.388に及ばず、結局マントルはその後首位打者になることはなかった。チームの中心だったリズートが引退しトニー・クーベックが打率.297で新人王となった。ムース・スコーロン、ギル・マクドゥガルドらがいるがマントル以外はヨギ・ベラぐらいで打線は強力というものではなかった。また投手ではエースのホワイティ・フォードが11勝に終わり、ドン・ラーセン、ボブ・ターリーがいるが、投打とも傑出した選手は不在であった。それでもリーグ優勝であった。首位打者はウィリアムズだが、本塁打王と打点王はワシントン・セネタースのロイ・シーバースで3年前にブラウンズから移籍してきてから6年連続で本塁打20本以上を打ち、この年に本塁打42本・打点114でタイトルを獲得した。最多勝はデトロイト・タイガースのジム・バニングで20勝であった。バニングは翌年レッドソックス戦でノーヒットノーランを達成し、さらにナショナルリーグのフィリーズに移った1964年にメッツ戦で完全試合も達成して、サイ・ヤング以来史上2人目のアメリカンとナショナル両リーグでノーヒットノーランを達成している(後にノーラン・ライアン、野茂英雄、ランディ・ジョンソンも達成)。また両リーグで通算1000奪三振を達成(後にノーラン・ライアンも達成)し、引退後に連邦上院議員となった。
ワールドシリーズはブレーブスが元ヤンキースにいたルー・バーデット投手の3勝を上げる活躍でヤンキースを破った。

### ドジャース、ジャイアンツの西海岸への本拠地移転
ブレーブスのミルウォーキー移転から、フランチャイズを全米に広げる動きが加速していたが、この年についにブルックリン・ドジャースとニューヨーク・ジャイアンツがカリフォルニア州への本拠地移転を決めた。
前年秋にドジャースのオマリーはエベッツ・フィールドを売却して、そこで得た約300万ドルでロサンゼルスの用地を購入していた。そしてこの年2月20日にロサンゼルスの本拠地権とリグレー・フィールド(当時パシフィックコーストリーグのマイナー球団だったロサンゼルス・エンゼルスの本拠地でシカゴ・カブスの傘下であったが、この購入でドジャースが傘下に収めた)をドジャースがそれまで持っていたフォートワースの本拠地権を売りプラス200万ドルでそれらを買い取った。そして本拠地とするスタジアムの建設に期間を要するため、1932年の夏季五輪のメイン会場(後に1984年の夏季五輪にも使われた)のロサンゼルス・メモリアル・コロシアムをしばらく賃貸することで、1958年からロサンゼルスに移転することを決めた。
そして一方では、ロサンゼルスへの移転だけでは西海岸に1球団だけで日程を組むのが難しいとナショナルリーグが難色を示したため、本拠地ポロ・グラウンズの老朽化と周辺地域の治安悪化と観客動員の減少という同じ悩みに苦しんでいたジャイアンツのオーナーであるホーレス・ストーンハムに誘いをかけた。ストーンハムは当初ジャイアンツをミネアポリスへ移転することを考えていたが、ドジャースがロサンゼルスへの移転を計画していたことを知ってジャイアンツもサンフランシスコへの移転を急遽決めて、レッドソックスが持つサンフランシスコの本拠地権とジャイアンツが持つミネアポリスの本拠地権を交換して、5月28日にナショナルリーグの会議で両球団のカリフォルニアへの移転が了承された。
ドジャースのシーズン最終戦は9月24日に行われ、これが1913年以来45年間使ってきた本拠地ブルックリンのエベッツ・フィールドでの最後の試合となり、シーズン終了後10月8日に正式に両球団の西海岸への本拠地移転が発表された。これでニューヨークからナショナルリーグのチームが無くなった。一方、MLBの原型となる1876年のナショナルリーグ発足以来、82年を経て初めて太平洋に面する西海岸の都市に本拠地を置くチームが同時に2つ誕生することになった。それまでMLBチームの本拠地都市の西端はミシシッピ川の西岸にあるミズーリ州のセントルイスで、そこから経度で西へ約30度、時間帯では2時間遅いサンフランシスコとロサンゼルスでのチーム設立はMLBの空間領域を劇的に拡大し、その後に続く中西部や南部へのチーム移転や全米各地での新球団の設立の先駆けとなった。この両チームの移転については、アメリカを中心とした第二次世界大戦後の世界史を歌詞としビリー・ジョエルの楽曲「ハートにファイア」の中でも取り込まれている。

#### ニューヨーク時代の終焉
1939年から1953年までドジャース専属の実況アナウンサーだったレッド・バーバーは、史上初のナイトゲーム(1935年)や史上初のテレビ中継(1939年)、ジャッキー・ロビンソンのデビュー戦(1947年)を担当し、その後1954年にヤンキースに移ってロジャー・マリスの61号本塁打(1961年）の瞬間も伝えたアナウンサーの草分け的存在であった。その彼が「大リーグ野球は1947年から1957年までの11年間にその頂点に達した」と述べている。その間にナショナルリーグはドジャースが6回、ジャイアンツが2回リーグ優勝し、アメリカンリーグはヤンキースが9回リーグ優勝し、ワールドシリーズはそのヤンキースが7回制覇し、ドジャースが1回でジャイアンツも1回制覇で、ニューヨークのチームがワールドシリーズに出場しなかったのは1948年のみで優勝出来なかった年は1948年とこの1957年だけであった。この時代のニューヨークは10月に入るとヤンキースかドジャースか、或いはジャイアンツかで市民の会話は沸騰していた。まさにニューヨークの野球ファンにとって黄金時代であった。
しかし常勝ヤンキースがシリーズ5連覇の後にリーグ4連覇に邁進していた頃には、「くたばれヤンキース」というミュージカルが生まれやがて映画化されるなど、強すぎるヤンキースの影でドジャースもジャイアンツも観客動員数の減少傾向に悩まされていた。1957年のチーム別観客動員数は、ヤンキースが約150万人、ドジャースが約102万人、ジャイアンツが約65万人であった。ドジャースとジャイアンツにとってヤンキースは宿敵であったが、観客動員数の格差は如何ともなしえ得ないものであった。ブレーブスがミルウォーキーに移転して最初の年が約182万人、翌年から200万人の大台を4年連続突破したことは両球団にとって本拠地移転のきっかけになった。それはまたニューヨーク時代の終わりでもあった。

### テッド・ウィリアムズとスタン・ミュージアル
この年の両リーグの首位打者はどちらも第二次大戦や朝鮮戦争に参加している大ベテランの両雄が獲得した。アメリカンリーグは39歳のテッド・ウィリアムズが打率.388でマントルを抑え、9年ぶり5度目の獲得であり、翌1958年も首位打者を取っている。ナショナルリーグは37歳のスタン・ミュージアルが5年ぶり7度目の首位打者に輝き、前年の打点王に続くミュージアルにとって最後のタイトルとなった。テッド・ウィリアムズは1960年に引退し、スタン・ミュージアルは1963年に引退した。

### 下院反トラスト委員会
5年前の1952年に野球機構が独占禁止法違反の疑いがあるとして、議会として調査してその結果を報告にまとめ、保留条項について必ずしも違法とは言えないとの結論を出した下院反トラスト委員会(イマヌエル・セラ委員長)は、この年の夏に公聴会を開き野球をシャーマン反トラスト法の下におくための法案の準備に入った。これはこの年の2月に連邦最高裁がアメリカンフットボールに対して「フットボール機構のうちに含まれる全米を対象とする事業について、アメリカのスポーツ企業が反トラスト法の適用範囲のうちに置くものである」との判例が出されたからであった。
フェデラルリーグの提訴から始まり、長期の裁判を経て1922年に決着した「1922年の最高裁の判例」でも裁判官の間で議論になったのは、野球ビジネスが「もっぱら州で行われる行事」と見なすか、州をまたぐ「州際通商」と見なすかであった。州の行事であればもはや連邦政府が関与する問題ではなく、連邦政府が独占禁止法を適用できるのはあくまで複数の州をまたぐ「州際通商」でなければならなかった。1922年の時でも最高裁で「リーグを構成する球団はお互い別の州の別の都市に存在し、この球団同士で絶え間なく移動を繰り返している。この事業は・・・その意味で州の間の通商である」という意見もあった。しかし「州を移動するのは附随事項に過ぎず本質ではない」として野球の試合は独占禁止法の対象となる「州際通商」ではないと結論を出している。
1957年2月に最高裁が出した判例にある全米を対象とするものについて、各州をまたぐ選手の移動、全米に放送されるテレビ・ラジオの全国的な放送網、1つの州だけではない広告料収入、ファームシステムの広範囲さから、フットボールだけに限らず，ベースボールも同じように見なされるとして、セラ委員長は判例が出た翌日には法案を公表し、委員でもあるヒーリング下院議員は大リーグが東部に集中し独占していることから西海岸にも進出することを義務付けする法案を用意した。
委員会は翌1958年1月に下院法務委員会に法案を提出した。この法案は「セラ法案」と呼ばれたが、保留条項については「適度に必要なもの」として現状のままとして、球場、売店、駐車場などのプロスポーツの商業的な面のみについて反トラスト法を適用するというものであった。しかし大リーグ機構はこの法案に猛反対した。そしてこれとは別に議会内でキーティング議員を中心に別の法案が提出され、1958年は議会での動きに注目が集まった。

### マイナーリーグのドラフト制度設立
コミッショナーのフォード・フリックは、両リーグオーナー会議で7年の任期でコミッショナーの職に再任されると、この時期に緊急に取り組むべき課題となっていた新人選手の契約金の高騰問題について打開策を検討していた。1947年に決めた第一次ボーナス規制は契約金6,000ドル以上の選手は1年間ファームチームにいてメジャーに昇格できなければ翌年のトレード会議での選抜の対象となる、とするものであったが効果なく1950年に廃止。1952年に4,000ドル以上の契約金を得た選手は入団後にメジャー25名のメンバーに2年間連続して加えなければならない、とする第二次ボーナス規則を定めたが、これも効果なくもはや廃止することで新しい制度を作ることになった。
そこで契約金の高騰を防ぐための手段として新たにマイナーリーグ選手の公開選抜(ドラフト)を提議しフォード・フリックは制限なしの選抜制度を提案した。ところが議会の下院から「大リーグの球団が1人の選手をマイナーリーグに置いてその身柄を拘束できるのは7年とし、そのうち前半の4年は選抜を受けないようにすること」とする主張が出て、議論百出の結果、パシフィックコーストリーグ（この当時はAAA級に位置付けされていない）と他のAAA級・AA級は4年以上、A級で3年以上、B級・C級・D級は2年以上在籍する選手を対象に選抜することで、1957年12月のオーナー会議で正式に採択されてマイナーリーグのドラフト会議の設置が決まった。この時には大リーグ球団が選抜する場合の選手の代価は所属するリーグのクラス（AAA級～D級）に関係なく一人当たり2万5,000ドルとし、1つの球団が選抜する選手の数は無制限とすることも決まった。
しかし翌1958年には1年目のシーズン終了後からドラフト会議の対象となり、その代価は大リーグ球団が選抜する場合は一人当たり1万5,000ドル、3A級の場合は7,500ドル、2A級の場合は6,000ドル、A級の場合は4,000ドル、B～C級の場合は3,000ドルとすることに改正された。このマイナーリーグのドラフトの始まりは7年後にメジャーリーグにも影響を与えた。
なお1957年12月のオーナー会議で大リーグ選手協会からそのシーズンの6月15日まで大リーグの支配下選手名簿の載った選手の最低年俸は従来の6,000ドルから7,000ドルにするという要求があり、この増額要求を認め、またトレードに際して移動費ほかの増額も決められて、翌年2月のオーナー会議で新しい選手の年金プランも承認された。
高額の契約金を得て入団する選手をボーナスプレーヤーと呼ばれたが、しかし1958年に全米大学運動協会が調査したところ1948年から10年間でボーナスプレーヤーとしてプロ入りした大学生47名のうち、この年現在でメジャーリーグに在籍する者は13名、マイナーリーグに在籍する者は13名で、残る22名はすでに野球を離れていた。

### 規則の改定
- 首位打者及び長打率1位の選手は、その選手のシーズン打席数がチーム試合数×3.1の数字以上であることが対象資格として必要とする規定に変更された。（10.23）これは1954年にテッド・ウィリアムズが打率トップの.345でありながら、当時首位打者の対象資格が400打数以上という規定で、テッド・ウィリアムズの余りの猛打に投手が簡単に四球で歩かすために136四球を記録して、その結果526打席386打数で400打数に届かず、インディアンスのボビー・アビラが打率.341で首位打者となり、テッド・ウィリアムズは打席数もボビー・アビラを上回りながら首位打者を逃したことから、首位打者の対象資格の変更に至った。なおこの変更はシーズン前に決定し、すぐに日本でも首位打者の資格を規定打数から規定打席にこの年から変更している。(規定打席参照)

### その他
- この年にリーグ優勝しワールドシリーズを制覇したミルウォーキー・ブレーブスの年間観客動員数は221万5,404人を記録して、これはナショナルリーグの新記録であった。

## 最終成績

### レギュラーシーズン
| 順 | チーム                         | 勝利 | 敗戦 | 勝率 | G差  |
| -- | ------------------------------ | ---- | ---- | ---- | ---- |
| 1  | ニューヨーク・ヤンキース       | 98   | 56   | .636 | --   |
| 2  | シカゴ・ホワイトソックス       | 90   | 64   | .584 | 8.0  |
| 3  | ボストン・レッドソックス       | 82   | 72   | .532 | 16.0 |
| 4  | デトロイト・タイガース         | 78   | 76   | .506 | 20.0 |
| 5  | ボルチモア・オリオールズ       | 76   | 76   | .500 | 21.0 |
| 6  | クリーブランド・インディアンス | 76   | 77   | .497 | 21.5 |
| 7  | カンザスシティ・アスレチックス | 59   | 94   | .386 | 38.5 |
| 8  | ワシントン・セネタース         | 55   | 99   | .357 | 43.0 |

| 順 | チーム                       | 勝利 | 敗戦 | 勝率 | G差  |
| -- | ---------------------------- | ---- | ---- | ---- | ---- |
| 1  | ミルウォーキー・ブレーブス   | 95   | 59   | .617 | --   |
| 2  | セントルイス・カージナルス   | 87   | 67   | .565 | 8.0  |
| 3  | ブルックリン・ドジャース     | 84   | 70   | .545 | 11.0 |
| 4  | シンシナティ・レッドレッグス | 80   | 74   | .519 | 15.0 |
| 5  | フィラデルフィア・フィリーズ | 77   | 77   | .500 | 18.0 |
| 6  | ニューヨーク・ジャイアンツ   | 69   | 85   | .448 | 26.0 |
| 7  | シカゴ・カブス               | 62   | 92   | .403 | 33.0 |
| 8  | ピッツバーグ・パイレーツ     | 62   | 92   | .403 | 33.0 |

### オールスターゲーム
- アメリカンリーグ 6 - 5 ナショナルリーグ

### ワールドシリーズ
- ヤンキース 3 - 4 ブレーブス

| 10/2 –  | ブレーブス | 1  | - | 3 |  | ヤンキース |
| 10/3 –  | ブレーブス | 4  | - | 2 |  | ヤンキース |
| 10/5 –  | ヤンキース | 12 | - | 3 |  | ブレーブス |
| 10/6 –  | ヤンキース | 5  | - | 7 |  | ブレーブス |
| 10/7 –  | ヤンキース | 0  | - | 1 |  | ブレーブス |
| 10/9 –  | ブレーブス | 1  | - | 3 |  | ヤンキース |
| 10/10 – | ブレーブス | 5  | - | 0 |  | ヤンキース |

MVP：ルー・バーデット (ML1)

## 個人タイトル

### アメリカンリーグ
| 項目   | 選手                       | 記録 |
| ------ | -------------------------- | ---- |
| 打率   | テッド・ウィリアムズ (BOS) | .388 |
| 本塁打 | ロイ・シーバース (WS1)     | 42   |
| 打点   | ロイ・シーバース (WS1)     | 114  |
| 得点   | ミッキー・マントル (NYY)   | 121  |
| 安打   | ネリー・フォックス (CWS)   | 196  |
| 盗塁   | ルイス・アパリシオ (CWS)   | 28   |

| 項目   | 選手                     | 記録 |
| ------ | ------------------------ | ---- |
| 勝利   | ジム・バニング (DET)     | 20   |
| 勝利   | ビリー・ピアース (CWS)   | 20   |
| 敗戦   | チャック・ストブス (WS1) | 20   |
| 防御率 | ボビー・シャンツ (NYY)   | 2.45 |
| 奪三振 | アーリー・ウィン (CLE)   | 184  |
| 投球回 | ジム・バニング (DET)     | 267⅓ |
| セーブ | ボブ・グリム (NYY)       | 19   |

### ナショナルリーグ
| 項目   | 選手                                    | 記録 |
| ------ | --------------------------------------- | ---- |
| 打率   | スタン・ミュージアル (STL)              | .351 |
| 本塁打 | ハンク・アーロン (ML1)                  | 44   |
| 打点   | ハンク・アーロン (ML1)                  | 132  |
| 得点   | ハンク・アーロン (ML1)                  | 118  |
| 安打   | レッド・ショーエンディーンスト(NYG/ML1) | 200  |
| 盗塁   | ウィリー・メイズ (NYG)                  | 38   |

| 項目   | 選手                         | 記録 |
| ------ | ---------------------------- | ---- |
| 勝利   | ウォーレン・スパーン (ML1)   | 21   |
| 敗戦   | ロビン・ロバーツ (PHI)       | 22   |
| 防御率 | ジョニー・ポドレス (BRO)     | 2.66 |
| 奪三振 | ジャック・サンフォード (PHI) | 188  |
| 投球回 | ボブ・フレンド (PIT)         | 277  |
| セーブ | クレム・ラビン (BRO)         | 17   |

## 表彰

### 全米野球記者協会（BBWAA）表彰
| 表彰         | アメリカンリーグ         | ナショナルリーグ             |
| ------------ | ------------------------ | ---------------------------- |
| MVP          | ミッキー・マントル (NYY) | ハンク・アーロン (ML1)       |
| サイヤング賞 | --                       | ウォーレン・スパーン (ML1)   |
| 最優秀新人賞 | トニー・クーベック (NYY) | ジャック・サンフォード (PHI) |

### ゴールドグラブ賞
| 守備位置 | 守備位置 | アメリカンリーグ           | ナショナルリーグ       |
| -------- | -------- | -------------------------- | ---------------------- |
| 投手     | 投手     | ボビー・シャンツ (NYY)     | --                     |
| 捕手     | 捕手     | シャーム・ローラー (CWS)   | --                     |
| 一塁手   | 一塁手   | --                         | ギル・ホッジス (BRO)   |
| 二塁手   | 二塁手   | ネリー・フォックス (CWS)   | --                     |
| 三塁手   | 三塁手   | フランク・マルゾーン (BOS) | --                     |
| 遊撃手   | 遊撃手   | --                         | ロイ・マクミラン (CIN) |
| 外 野 手 | 左翼手   | ミニー・ミノーソ (CWS)     | --                     |
| 外 野 手 | 中堅手   | --                         | ウィリー・メイズ (NYG) |
| 外 野 手 | 右翼手   | アル・ケーライン (DET)     | --                     |

### その他表彰
ルー・ゲーリッグ賞
- スタン・ミュージアル (STL)

ベーブ・ルース賞
- ルー・ブードロー (ML1)

### アメリカ野球殿堂入り表彰者
ベテランズ委員会選出
- サム・クロフォード
- ジョー・マッカーシー (監督)